# Boeing 777
Boeing 777 je američki širokotrupni dvomotorni avion. Najveći je dvomotorni avion na svijetu te može prevesti između 301 i 368 putnika, s doletom od 9.649 do 17.446 km. Specifičan je po korištenju najvećih mlaznih motora ikad korištenih na nekom avionu, setu od šest kotača na svakom glavnoj nozi podvozja, izduženoj pilotskoj kabini i oštrim repnim konusom. 777 je u potpunosti dizajniran na računalu, bez i jednog crteža na papiru. To je omogućilo kasniji virtualni prikaz cijelog aviona što je pomoglo inženjerima u preciznim istraživanjima i sastavljanju tisuća dijelova i prije njihove proizvodnje. 

### Povijesni razvoj
1970-ih Boeing je predstavio tri svoja nova modela: dvomotorni Boeing 757 u zamjenu za legendarni Boeing 727, dvomotorni Boeing 767 kao konkurenta Airbusu A300 i tromotorni Boeing 777 kao konkurenta DC-10 i Lockheed L-1011 TriStara. 
Izvorno baziran na 767 s redizajniranim krilima 777 ponuđen je kao dvije inačice s 275 sjedišta: transkontinentalna s doletom od 5.000 km i interkontinentalna s doletom od 8.000 km. 1980-ih su popularnost na tržištu preuzeli dvomotorni avioni i Boeing je odustao od izrade tromotornog 777. 
Prvobitna namjera bila je jednostavno produžiti trup i povećati krila 767. Rezultat je bio 767-X s 340 sjedišta i doletom od 13.500 km. Prevozioci nisu bili previše zadovoljni ponuđenim rješenjem tražeći kraći inerkontinentalni dolet, promjer trupa sličan onom na 747, potpuno prilagodljivu putničku kabinu za više klasa i cijenu leta koja ne prelazi onu od 767. Sve navedeno rezultiralo je novim dizajnom, dvomotornim 777.
Izvorno ponuđen u izboru motora od triju najvećih proizvođača (Pratt & Whitney PW4000, RollsRoyce Trent 800 i General Electric GE90), kasnije varijante (-200LR i -300ER) pogonjene su isključivo General Electricovim GE-90 koji je s promjerom od preko 3,2m najveći mlazni motor ikada proizveden.

## Inačice

### Prvi modeli

#### 777-200
Prvi model 777-200 koristila je Boeing kompanija 1994. i 1995. godine za probne letove kao i za sakupljanje podataka koji će se koristiti u izradi nove inačice. 
Prvi 777-200 isporučen je u svibnju 1995. godine kompaniji United Airlines. Maksimalna težina uzlijetanja mu je od 229 do 247 tona a dolet između 7.000 i 9.500 km. Na 777-200 ugrađuju se turbofen motori: Pratt & Whitney od 329 kN ili General Electric od 334 kN ili Rolls Royce od 334 kN.

#### 777-200ER
Inačici je povećana maksimalna težina uzlijetanja na 286 tona. Uz mogućnost uzimanja više goriva ima dolet između 11.000 i 14.300 km. Prvi avion isporučen je kompaniji British airways u veljači 1997. S naručenih 425 aviona najprodavanija je inačica u 777 seriji. Motori koji su ugrađivani na 777-200ER:
- PW4084 ili Trent 884 od 374 kN,
- GE90-85B od 378 kN,
- PW4090, GE90-90B1 ili Trent 890 od 400 kN,
- GE90-92B ili Trent 892 od 409 kN.

1998. godine Air France je preuzeo 777-200ER s GE90-94B motorima od 418 kN potiska.
2. travnja 1997. godine malezijski Boeing 777-200ER (s oznakom 9M-MRA) preletio je udaljenost od 20.044 km za 21 sat i 23 minute.

#### 777-300
Boeing 777-300 izrađen je kao zamjena za B-747 inačice 100 i 200. S produženim trupom (za 10,1 m u odnosu na 777-200) ima skoro isti broj sjedišta i dolet kao 747-200. Troši za trećinu manje goriva unatoč težini većoj za 13 tona. Troškovi održavanja manji su u usporedbi s 747 za 40%. U jednoj klasi može prevesti 550 putnika. Na horizontalnom stabilizatoru i ispod prednjeg dijela trupa pričvršćene su kamere za pomoć pilotu prilikom upravljanja zrakoplova na tlu. S 368 putnika razmještenih u tri klase dolet aviona je 10.600 km. Avion pokreću turbofen motori:
- PW-4090 od 400 kN.
- PW-4098 od 436 kN,
- Trend 892 od 409 kN,
- GE90-92B od 409 kN.

Izrađeno je 60 aviona Boeing 777-300. Korisnici su All Nippon Airways (7), Cathay Pacific (12), Emirates Airline (12), Japan Airlines (7), Korean Air (4), Singapore Airlines (12) i Thai Airways International (6). 

### Boeing 777 velikog doleta

#### 777-200LR
777-200LR (Long Range) ušavši u promet 2006. godine postao je avion s najdužim doletom u svijetu. Boeing je avion nazvao "Worldliner" radi njegove mogućnosti povezivanja skoro bilo koje dvije zračne luke u svijetu. 777-200LR može preletjeti 17.446 km za 18 sati. Avion koristi velike i snažne turbofen motore GE90-110B1 ili GE90-115 od 489 kN, dok se oko motora Trent 8104 (od 463 do 507 kN) Boeing i Rolls Royce nisu mogli dogovoriti oko podjele rizika za njihov projekt i ti motori nisu nikada ponuđeni korisnicima.
777-200LR ima znatno povećanu maksimalnu težinu uzlijetanja. Radi dodatnog povećanja doleta u zadnji cargo odjeljak mogu se ugraditi dodatni rezervoari za gorivo. Ostale inovacije su zaobljeni vrhovi krila, novo glavno podvozje i dodatna ojačanja u konstrukciji aviona. Prvi prototip uzletio je 8.ožujka 2005. godine, drugi 24. svibnja 2005. a prvi komercijalni let bio je u siječnju 2006.
10. studenog 2005. godine 777-200LR postiže novi rekord u neprekidnom letu jednog putničkog aviona preletjevši 21.602 km iz Hong Kong-a u London, UK. Let je trajao 22 sata i 42 minute. 
Prvi avion 777-200LR isporučen je Pakistan International Airlines-u 26. veljače 2006. godine. 

#### 777-300ER
Boeing 777-300ER izdužena je inačica 777-300 i sadrži mnoge preinake uključujući motor GE90-115B s 513 kN potiska. Ostale novine su iskošeni vrh krila, novo glavno podvozje i dodatni rezervoari goriva. S pojačanim trupom, krilima, repnim površinama i nosačima motora ima veću maksimalnu težinu uzlijetanja. S 365 putnika smještenih u tri klase može preletjeti 14.594 km. Prvi let aviona bio je 24. veljače 2003. godine dok je prva isporuka za Air France bila 29. travnja 2004.
Radi jačih motora i veće maksimalne težine uzlijetanja 777-300ER troši nešto više goriva od 777-300. Radi mogućnosti uzimanja više goriva s istom količinom korisnog tereta i brojem putnika -300ER može postići i do 34% veći dolet od -300. Bez povećanja kapaciteta goriva u odnosu na -300, avion može prevesti 25% više korisnog tereta. Nakon predstavljanja -300ER, šest godina nakon prve isporuke inačice -300, sve sljedeće narudžbe bile su ER inačice. S avionom lete: Air Canada (dva, plus 10 narudžbi), All Nippon Airways (osam, plus pet narudžbi), Emirates Airline (17, plus 37 narudžbi), Etihad Airways (pet), EVA Air (pet, plus osam narudžbi), Japan Airlines (šest, plus sedam narudžbi), Singapore Airlines (sedam, plus 12 narudžbi), i Air France (17, plus devet narudžbi). Avion su još naručili  Air India (15), Cathay Pacific (18), Jet Airways (10), Pakistan International Airlines (3), Philippine Airlines (2), Qatar Airways (14), KLM Royal Dutch Airlines (4), TAM Linhas Aéreas (4), i Virgin Blue (6).

#### 777 Freighter
Boeing 777F je cargo inačica 777-200. Avion je nastao ujedinjenjem poboljšanja ugrađenih na -200LR i -300ER. Motori i promjene u konstrukciji od -200LR inačice kombinirani su s rezervoarima za gorivo i podvozjem od -300ER. Model je službeno predstavljen 23. svibnja 2005. a u redovnoj upotrebi očekuje se krajem 2008.
777F obećava izvrsnu ekonomičnost u usporedbi s postojećim teretnim avionima. Avion ima veliki unutrašnji prostor i veliki dolet. Može prevesti 103 tone korisnog tereta što je vrlo blizu nosivosti Boeinga 747-400F od 112 tona. 777F pokretat će motori GE90-110B1 od 489 kN, isti kao i na 777-200LR.
Kod svih transportnih aviona maksimalni dolet mjeri se i u odnosu na prevezeni korisni teret. Ograničenje 777F na dolet od 9.065 km je utovareni maksimalni korisni teret što znači da je avion uzletio s pola kapaciteta goriva. Kompanije koje prevoze lakši teret mogu prijeći puno veću udaljenost bez slijetanja jer radi lakšeg tereta mogu uzeti više goriva. 

## Usporedba
|                                            | 777-200                                      | 777-200ER                                    | 777-200LR                                    | 777 Freighter        | 777-300                                      | 777-300ER                                    |
| ------------------------------------------ | -------------------------------------------- | -------------------------------------------- | -------------------------------------------- | -------------------- | -------------------------------------------- | -------------------------------------------- |
| Posada pilotske kabine                     | Dva                                          | Dva                                          | Dva                                          | Dva                  | Dva                                          | Dva                                          |
| Kapacitet sjedala, uobičajeno              | 305 (3-klase) 400 (2-klase) 440 (maksimalno) | 301 (3-klase) 400 (2-klase) 440 (maksimalno) | 301 (3-klase) 400 (2-klase) 440 (maksimalno) | N/A (teret)          | 368 (3-klase) 451 (2-klase) 550 (maksimalno) | 365 (3-klase) 451 (2-klase) 550 (maksimalno) |
| Dužina                                     | 63,7 m                                       | 63,7 m                                       | 63,7 m                                       | 63,7 m               | 73,9 m                                       | 73,9 m                                       |
| Raspon krila                               | 60,9 m                                       | 60,9 m                                       | 64,8 m                                       | 64,8 m               | 60,9 m                                       | 64,8 m                                       |
| Strijela krila                             | 31,64°                                       | 31,64°                                       | 31,64°                                       | 31,64°               | 31,64°                                       | 31,64°                                       |
| Visina                                     | 18,5 m                                       | 18,5 m                                       | 18,8 m                                       | 18,6 m               | 18,5 m                                       | 18,7 m                                       |
| Širina kabine                              | 5,86 m                                       | 5,86 m                                       | 5,86 m                                       | 5,86 m               | 5,86 m                                       | 5,86 m                                       |
| Širina trupa                               | 6,19 m                                       | 6,19 m                                       | 6,19 m                                       | 6,19 m               | 6,19 m                                       | 6,19 m                                       |
| Kapacitet tereta                           | 160,2 m³ 32 LD3                              | 160,2 m³ 32 LD3                              | 160,2 m³ 32 LD3                              | 636 m³ 37 paleta     | 200 m³ 44 LD3                                | 200 m³ 44 LD3                                |
| Težina                                     | 139.225 kg                                   | 142.900 kg                                   | 148.181 kg                                   | 148.181 kg           | 160.120 kg                                   | 166.881 kg                                   |
| Maksimalna težina uzlijetanja (MTOW)       | 247.210 kg                                   | 297,560 kg                                   | 347.450 kg                                   | 347.450 kg           | 299.370 kg                                   | 351,534 kg                                   |
| Brzina krstarenja                          | 0,84 Macha, 905 km/h                         | 0,84 Macha, 905 km/h                         | 0,84 Macha, 905 km/h                         | 0,84 Macha, 905 km/h | 0,84 Macha, 905 km/h                         | 0,84 Macha, 905 km/h                         |
| Maksimalna brzina                          | 0,89 Mach (950 km/h)                         | 0,89 Mach (950 km/h)                         | 0,89 Mach (950 km/h)                         | 0,89 Mach (950 km/h) | 0,89 Mach (950 km/h)                         | 0,89 Mach (950 km/h)                         |
| Dolet                                      | 9.695 km                                     | 14.260 km                                    | 17.370 km                                    | 9.045 km             | 11.135 km                                    | 14.685 km                                    |
| Potreban put uzlijetanja s MTOW ISA+15 MSL | 2.500 m                                      | 3.536 m                                      | 3.536 m                                      | 3.536 m              | 3.410 m                                      | 3.200 m                                      |
| Maksimalni kapacitet goriva                | 117.000 l                                    | 171.160 l                                    | 202.570 l                                    | 181.280 l            | 171.160 l                                    | 181.280 l                                    |
| Visina leta                                | 13.140 m                                     | 13.140 m                                     | 13.140 m                                     | 13.140 m             | 13.140 m                                     | 13.140 m                                     |
| Motori (x 2)                               | PW 4077 RR 877 GE90-77B                      | PW 4090 RR 895 GE90-94B                      | GE90-110B GE90-115B                          | GE90-110B1L          | PW 4098 RR 892 GE90-94B/92B                  | GE90-115B                                    |
| Potisak (x 2)                              | PW: 77,000 330 kN RR: 330 kN GE: 330 kN      | PW: 400 kN RR: 410 kN GE: 410 kN             | GE: 480 kN GE: 510 kN                        | GE: 480 kN           | PW: 430 kN RR: 400 kN GE: 410 kN             | GE: 510 kN                                   |

## Vanjske poveznice
- boeing.com/commercial/777family/
- aerospace-technology.com/ Boeing 777 Twin-Aisle Twinjet Airliner
- airliners.net/ Boeing 777-200
- airliners.net/ Boeing 777-300
- FAA Type Certificate Data Sheet T00001SE   Arhivirana inačica izvorne stranice od 6. kolovoza 2011. (Wayback Machine)
- European Aviation Safety Agency Type Certificate Data Sheet EASA.IM.A.003